# منتخب صربيا تحت 18 سنة لكرة السلة للرجال
منتخب صربيا تحت 18 سنة لكرة السلة للرجال هو ممثل صربيا الرسمي في المنافسات الدولية في كرة السلة تحت 18 سنة.